# Ulf I. Eriksson
Ulf Ingemar Eriksson, född 13 september 1942, är en svensk författare och kritiker. Eriksson har framför allt skrivit om och intresserat sig för den mystiska och anarkistiska traditionen, i texter om Eric Hermelin, Hjalmar Ekström, Emilia Fogelklou, Raoul Vaneigem, Guy Debord, Karl-Heinz Roth m. fl. Han är också kännare av Friedrich Nietzsches filosofi och ingick i redaktionen för bokförlaget Symposions utgåva av Nietzsches samlade skrifter på svenska.

### Egna verk
- Liv i överflöd. Prolegomena till Emilia Fogelklou (Åsak, 1988)
- Fria andar. Essäer om det antända livet (Symposion, 1990).
- Exempel. Anteckningar i levnadskonst (Symposion, 1999).
- Ett liv efter födelsen. Om fria andars himmelska och tragiska erfarenhet (Vesper, 2012).
- På intet stå. Anteckningar om Nietzsche, Rimbaud, Ekelund och andra (ellerströms, 2014)
- Ett möjligt liv. Angående Vilhelm Ekelunds ovidlådenhetstänkande (Exempla, 2017)

### Som utgivare & redaktör
- Tidskriften Res Publica, 16, tema Svartsyner (Symposion, 1990)
- Svalkande eld. Betraktelser och meditationer, Carl Jonas Love Almqvist (Symposion, 1992).
- Flyktlinjer. Aningar kring språket och kvinnan, Marianne Hörnström (Symposion, 1994).
- Tidskriften Res Publica, 34, tema Jean Paul (Symposion, 1996)
- Blif en dåre! Marginalanteckningar och stridsskrifter, Eric Hermelin (ellerströms, 1997).
- Tidskriften Res Publica, 48/50, tema Nietzsche (Symposion, 2000)
- Utblottelse. Ett urval betraktelser ur Det fördolda lifvet, Hjalmar Ekström (Eolit, 2007).
- Mystikens rosengård, Mahmud Shabistari (ellerströms, 2011).
- Exempel ur Vännernas minne av Shaikh 'Attar i Eric Hermelins översättning (Exempla, 2022).
- Om det översinnliga livet, Jakob Böhme (Ellerströms Text, 2022)

### Antologibidrag
"Människans signalement", i Den största lyckan. En bok till Vilhelm Ekelund, red. Per Erik Ljung och Helena Nilsson (ellerströms 1999).

### Översättningar
- Masstrejk, parti och revolution, Rosa Luxemburg (Arkiv klassiker, 1983)
- Döden och maskinen. En introduktion till Jacques Derrida, Peter Kemp (Symposion, 1990).

### Inledningar & efterord
- Mänskligt, alltförmänskligt, Samlade skrifter 3, Fredrich Nietzsche (Symposion, 2000)
- Otidsenliga betraktelser I-IV; Efterlämnade skrifter 1872–1875, Samlade skrifter 5 (Symposion, 2005)
- Det obändiga livet, Alrik Williams (Exempla, 2022)

## Fotnoter
1. ↑  Bokförlaget Symposions webbplats